# Jump (For My Love)
Jump (For My Love) ist ein Lied der Pointer Sisters aus dem Jahr 1983, das von Stephen Mitchell, Marti Sharron und Gary Skardina geschrieben wurde. Es erschien auf dem zehnten Album Break Out.

## Der Song
Ursprünglich sollte der Titel Jump heißen, doch da zuvor der Van-Halen-Song Jump veröffentlicht worden war, änderte man den Titel, um Verwechslungen zu vermeiden, in Jump (for My Love). Die Veröffentlichung als Single fand am 11. April 1984 statt. 1985 gewann das Lied bei den Grammy Awards in der Kategorie Beste Darbietung eines Duos oder einer Gruppe mit Gesang – Pop (Best Pop Performance By A Duo Or Group With Vocals).
Das Musikvideo zeigt die Pointer Sisters auf einer Bühne ohne Publikum. Gegengeschnitten werden Sportler bei Wettkämpfen wie Weitsprung, Hochsprung oder Basketball.
Ferner wurde das Stück in den Filmen Gottes vergessene Kinder, Tatsächlich… Liebe und in der Folge 3x08 Der Antrag der Fernsehserie Suburgatory verwendet.

## Rezeption

### Chartplatzierungen
| ChartsChartplatzierungen       | Höchstplatzierung | Wochen |
| ------------------------------ | ----------------- | ------ |
| Deutschland (GfK)              | 20 (14 Wo.)       | 14     |
| Schweiz (IFPI)                 | 13 (9 Wo.)        | 9      |
| Vereinigte Staaten (Billboard) | 3 (24 Wo.)        | 24     |
| Vereinigtes Königreich (OCC)   | 6 (10 Wo.)        | 10     |

| ChartsJahrescharts (1984)      | Platzierung |
| ------------------------------ | ----------- |
| Vereinigte Staaten (Billboard) | 18          |

### Auszeichnungen für Musikverkäufe
| Land/Region                  | Auszeichnungen für Musikverkäufe (Land/Region, Auszeichnung, Verkäufe) | Verkäufe |
| ---------------------------- | ---------------------------------------------------------------------- | -------- |
| Kanada (MC)                  | Gold                                                                   | 50.000   |
| Vereinigtes Königreich (BPI) | Silber                                                                 | 200.000  |
| Insgesamt                    | 1× Silber · 1× Gold ·                                                  | 250.000  |

## Version von Girls Aloud
Die britische Mädchenband Girls Aloud veröffentlichte 2003 Jump als vierte Auskopplung aus ihrem Debütalbum The Sound of the Underground. Die Single erreichte Platz zwei in den britischen Verkaufscharts.

## Weitere Coverversionen
- 1984: James Last
- 1992: Deniece Williams
- 2007: Young Divas